# Gran Premi de Bèlgica de Motocròs 500cc
|  | Per a altres significats, vegeu «Gran Premi de Bèlgica de Motocròs». |

El Gran Premi de Bèlgica de Motocròs en la cilindrada de 500cc (neerlandès: Grote Prijs van België motorcross 500cc; francès: Grand Prix de Belgique de motocross 500cc), abreujat GP de Bèlgica de 500cc, fou una prova internacional de motocròs que es va celebrar anualment a Bèlgica entre el 1949 i el 2003, és a dir, des d'abans de la instauració del primer Campionat d'Europa (1952) fins al final del Campionat del Món d'aquesta cilindrada (el 2004, la històrica categoria dels 500cc fou reconvertida a la ja desapareguda MX3). Anomenat inicialment només "Gran Premi de Bèlgica de Motocròs", no fou fins a la creació de la primera Copa d'Europa de 250cc, el 1957, quan se'l va començar a conèixer amb l'afegitó de la cilindrada ("Gran Premi de Bèlgica de Motocròs de 500cc") per tal de diferenciar-lo del Gran Premi de Bèlgica de Motocròs de 250cc, amb el qual convisqué des d'aleshores en circuits i dates separats.
Celebrat habitualment a l'agost al circuit de La Citadelle de Namur («La Catedral del motocròs»), amb el qual ha quedat indefectiblement lligat, el GP de Bèlgica de 500cc era un dels més antics de tots els que es disputaven a l'època i ha quedat en el record com un dels més emblemàtics de la història del motocròs (ha estat considerat sovint «El Gran Premi» per excel·lència). Durant dècades, la victòria a Namur era una de les fites més reeixides a què podia aspirar un pilot de motocròs, l'equivalent al que representa la victòria al Gran Premi de Mònaco per a un pilot de Fórmula 1, al Torneig de Wimbledon per a un tennista o al Masters d'Augusta per a un golfista.

## Història
La primera cursa de motocròs mai celebrada al circuit de La Citadelle de Namur va tenir lloc l'11 d'abril de 1947 (el mateix any en què es va instaurar la competició més emblemàtica del motocròs, el Motocross des Nations) i la guanyà el belga Victor Leloup. El motocròs de Namur fou un èxit i es va repetir anualment des d'aleshores fins al 2007, per bé que sota denominacions diferents: GP de Bèlgica (1949-1956), GP de Bèlgica de 500cc (1957-2002), GP de Bèlgica de 650cc (2003) i GP de Bèlgica de MX1/MX2 (2004-2007). Després de la darrera edició, els organitzadors van decidir deixar de convocar la prova i, d'ençà del 2008, el GP de Bèlgica de MX1 i MX2 va canviar d'escenari i de zona geogràfica: mentre que tradicionalment s'havia disputat a Namur, la capital de Valònia, actualment se celebra a Lommel, al Limburg flamenc.
El motocròs de Namur començà a anomenar-se Gran Premi de Bèlgica d'ençà del 1949, l'any de la inauguració del mundial de velocitat, tot i no puntuar encara per a cap campionat internacional. Fou a partir de 1952, amb la instauració del Campionat d'Europa, quan el Gran Premi començà a puntuar per a aquest campionat (aquella edició la va guanyar també Victor Leloup). El 1957, el Campionat d'Europa esdevingué mundial i el Gran Premi començà a puntuar, doncs per a un Campionat del Món (el guanyador en aquella ocasió fou el suec Sten Lundin).

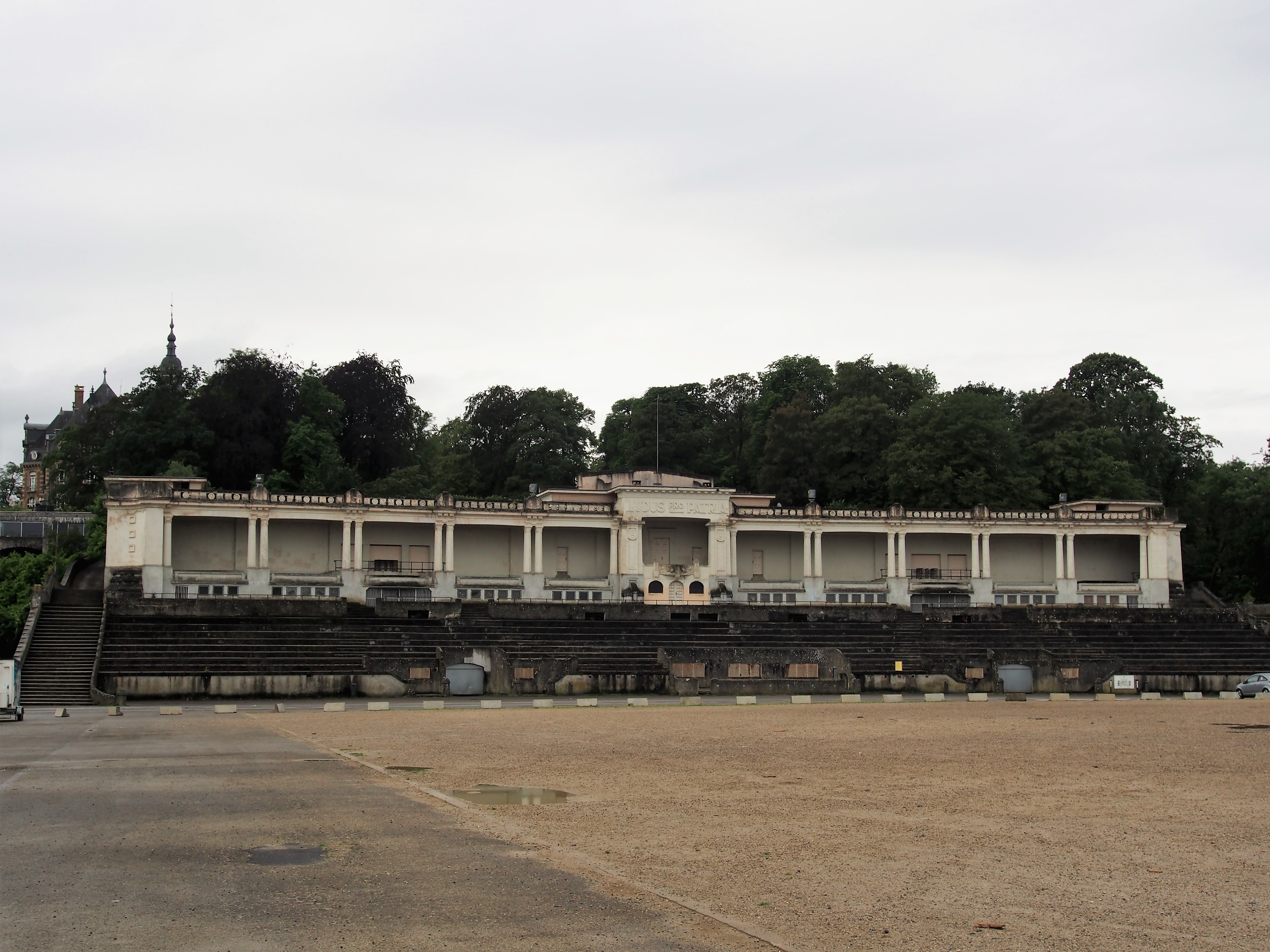
Les graderies del Théâtre de verdure de Namur servien de tribuna per al Gran Premi

De les 58 edicions d'allò que podem anomenar "GP de Bèlgica de 500cc" (1949-2003), 50 se celebraren a Namur. Només se'n canvià l'escenari, per motius diversos, en quatre edicions: les de 1956 (Mol), 1959 (Jupille-sur-Meuse), 1984 (Marche-en-Famenne) i 2002 (Genk). A banda, hi hagué tres temporades en què Bèlgica acollí més d'un Gran Premi de 500cc, de manera que aquells anys, Namur fou complementat amb els Grans Premis celebrats a Lommel (1997), Kester i Grobbendonk (2000) i Genk (2001). Finalment, cal dir que els anys 2000 i 2001, Bèlgica fou també escenari de dos Grans Premis de 500cc més, tot i que aquests s'anomenaren Gran Premi d'Europa i se celebraren a Spa Francorchamps.
D'entre els nombrosos pilots de renom que assoliren la victòria a Namur, vint-i-set varen guanyar en un moment o altre de la seva carrera un Campionat del Món, entre ells Roger De Coster (amb set victòries a La Citadelle) i Stefan Everts, qui va guanyar el seu desè i darrer títol mundial a Namur el 2006 (en aquest cas, de MX1). Altres pilots mítics que aconseguiren diverses victòries al Gran Premi foren Bill Nilsson, Heikki Mikkola, André Malherbe o Håkan Carlqvist, per esmentar-ne alguns. Pel que fa a Carlqvist, és molt recordada l'anècdota de la seva aturada en plena cursa, durant una de les mànegues del Gran Premi de 1988, per a fer un glop de cervesa (el famós «Carla's Beer Stop»). El suec tornà a la cursa i acabà guanyant ambdues mànegues i el Gran Premi.
Un dels organitzadors del primer Motocròs de Namur, el 1947, fou Albert Goffin (nascut cap al 1925), qui fou homenatjat el 2007 durant la celebració del 60è aniversari de la prova. Durant 36 d'aquests 60 anys, l'organitzador en cap fou Pierre Chonquerez (nascut cap al 1931) per mitjà de l'entitat que presidia, Namur MX Events. Eric Geboers, a més d'haver guanyat el Gran Premi en una ocasió (1990), fou també un soci actiu en l'organització durant quatre anys.
Tradicionalment, el GP de Namur se celebrava a començaments d'agost i marcava l'inici de la recta final de la temporada. Després de La Citadelle, sovint quedaven només dos o tres Grans Premis (típicament, els de Luxemburg i Suïssa), de manera que un bon resultat a Bèlgica podia ser decisiu de cara a la consecució del títol mundial. Quan arribava la data, a finals de juliol, Namur acollia un públic nombrós arribat d'arreu del món. El 1997, l'any del seu cinquantè aniversari, s'aplegaren a La Citadelle 20.000 persones.
Quan, el 2004, es redefiniren les categories del mundial de motocròs, la dels 500cc fou teòricament substituïda per la nova MX3, una categoria sense gaire interès (de fet, tingué només deu anys d'activitat fins a desaparèixer definitivament a partir del 2014). Com que el motocròs a Namur anà sempre lligat a la categoria "reina" del mundial, d'ençà del 2004 La Citadelle passà a acollir el GP de Bèlgica de MX1, la principal categoria del campionat des d'aquella reeestructuració.

### La fi del motocròs a Namur
Les autoritats de Namur rebien cada any amb entusiasme l'esdeveniment de La Citadelle, ja que els guanys econòmics que representava per al comerç local i el prestigi internacional que aportava a la ciutat eren importants. Al final de la dècada de 1990, però, començaren a alçar-se veus crítiques contra el Gran Premi, especialment d'associacions veïnals i ecologistes com ara l'Association de défense des sites et vallées du Namurois ("Associació per a la defensa dels llocs i valls de la regió de Namur").
Tot i que el 2002, quan el Gran Premi se celebrà a Genk, s'havia anunciat que no hi n'hauria cap altre a Namur, l'any següent es va resoldre la situaciói s'hi tornà a reprendre l'activitat fins al 2007. Fou després de la celebració del Gran Premi d'aquell any quan l'organitzador, Pierre Chonquerez, anuncià que plegava definitivament a causa de la seva edat (76 anys) i el seu estat de salut. Els altres membres de Namur MX Events no volgueren continuar sense ell i, al novembre, la societat es dissolgué. Des del 2008, doncs, la prova s'ha vingut celebrant quasi sempre a Lommel, tret d'alguna edició a Bastogne.
A començaments de la dècada del 2010 s'anuncià que hi havia diversos promotors interessats a tornar a portar l'esdeveniment a La Citadelle. La idea era organitzar-hi el Gran Premi els anys 2015 i 2025, així com el Motocross des Nations el 2020. L'alcalde de Namur, però, l'ecologista Arnaud Gavroy, s'hi oposava en raó de la violència que representa per a La Citadelle un esport com el motocròs, oimés tenint en compte que part de l'entorn havia estat reformat i no es podia posar en risc tot aquest patrimoni. Finalment, el 2013 es confirmà oficialment que mai no hi tornaria a haver cap altre Gran Premi en aquell circuit. El motiu adduït fou que La Citadelle ja no compleix els estàndards de seguretat de la FIM.

## El circuit de La Citadelle

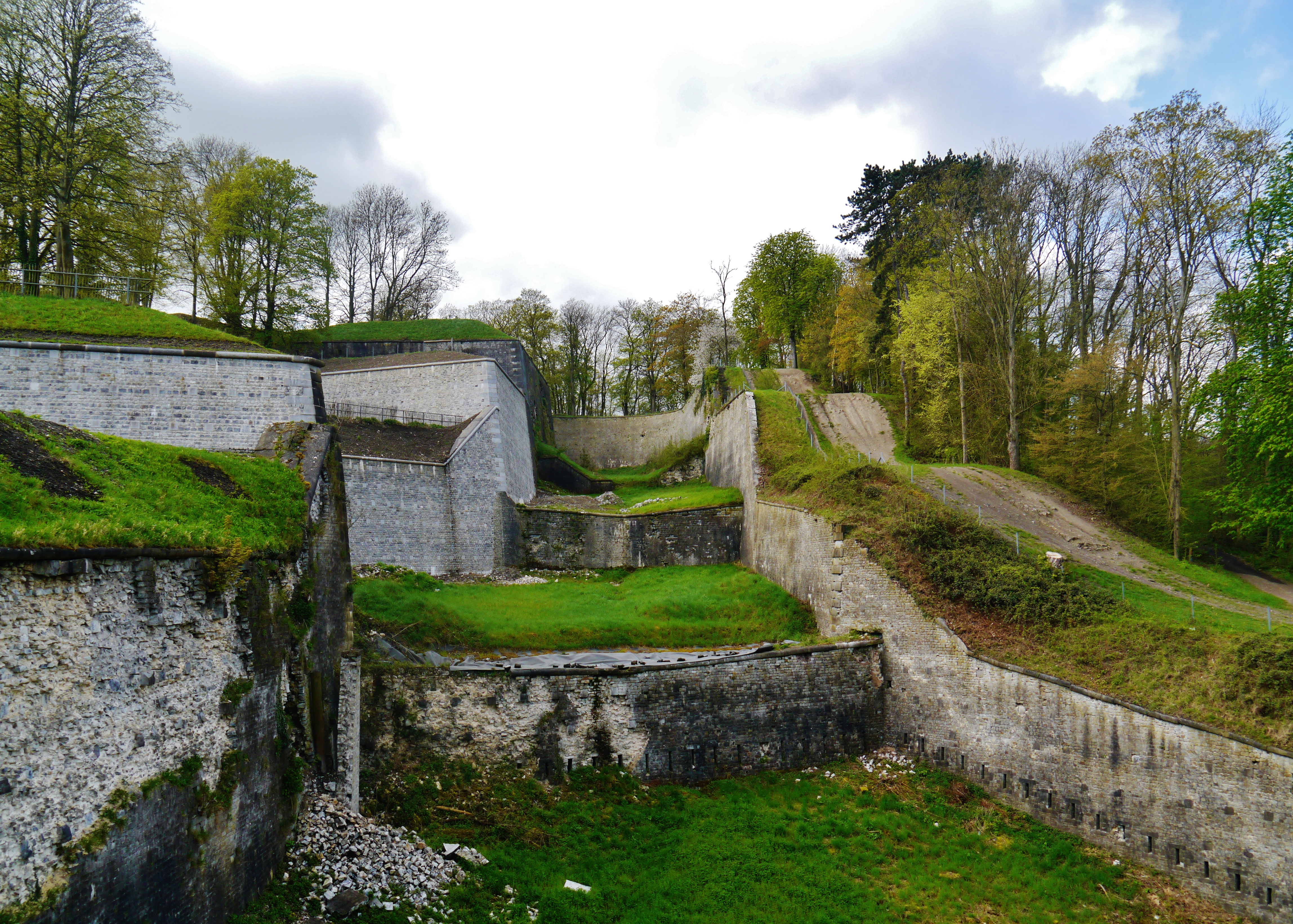
Al costat del fossat de la ciutadella, el camí ascendent amb els salts que formaven part del circuit

El circuit de La Citadelle fou un dels més singulars de la història del motocròs. Situat al bell mig d'una ciutat important com és Namur, encimbellat dalt d'un turó, recorria els voltants de la cèlebre ciutadella que havien construït els merovingis en un esperó rocallós amb vistes a la ciutat, a la confluència dels rius Sambre i Mosa.
El traçat començava en una esplanada davant de l'estadi, vora la ciutadella, just al davant de les graderies del Théâtre de verdure de Namur (construït el 1908), les quals servien de tribuna per al Gran Premi. Després de la recta de sortida, visible des de la tribuna, el traçat davallava i s'enfonsava pel bosc circumdant, passava per sota d'uns ponts metàl·lics ornamentals i travessava el pati del parc infantil proper per, tot seguit, enllaçar uns salts en baixada que acabaven davant de l'antic Cafè del Chalet du Monument abans d'una forta pujada en terrassa, amb diversos salts, al costat del fossat de l'antiga fortalesa. Finalment, el recorregut sortia de la foscor del bosc un altre cop a la esplanada, davant la tribuna. A estones, el circuit passava per un camí empedrat i, fins i tot en algun tram, una carretera asfaltada. Durant les darreres edicions del Gran Premi, aquests trams es cobrien de terra per tal d'igualar-ne la superfície.
Al llarg de la seva història, La Citadelle acollí no només nombroses edicions del GP de Bèlgica, sinó també cinc edicions del Motocross des Nations.

## Edicions

### Esdeveniment precursor
| Esdeveniment      | Circuit      | Població | Data usual | De   | A    | Edicions |
| ----------------- | ------------ | -------- | ---------- | ---- | ---- | -------- |
| Motocròs de Namur | La Citadelle | Namur    | Al l'abril | 1947 | 1948 | 2        |

### GP de Bèlgica de 500cc
| Circuit           | Població                  | Província | Regió   | Data usual | De   | A    | Edicions |
| ----------------- | ------------------------- | --------- | ------- | ---------- | ---- | ---- | -------- |
| La Citadelle      | Namur                     | Namur     | Valònia | A l'agost  | 1949 | 2003 | 50       |
| Mol               | Mol                       | Anvers    | Flandes | A l'agost  | 1956 | 1956 | 1        |
| Les Houlpays      | Jupille-sur-Meuse (Lieja) | Lieja     | Valònia | A l'agost  | 1959 | 1959 | 1        |
| Marche-en-Famenne | Marche-en-Famenne         | Luxemburg | Valònia | A l'agost  | 1984 | 1984 | 1        |
| Lommel            | Lommel                    | Limburg   | Flandes | Al març    | 1997 | 1997 | 1        |
| Grobbendonk       | Grobbendonk               | Anvers    | Flandes | Al juliol  | 2000 | 2000 | 1        |
| Kester            | Kester (Gooik)            | Brabant   | Flandes | Al juliol  | 2000 | 2000 | 1        |
| Genk              | Genk                      | Limburg   | Flandes | Variable   | 2001 | 2002 | 2        |
| Total             | 8                         |           |         |            |      |      | 58       |

### Esdeveniments successors
A 1 de gener de 2020
| Esdeveniment             | Circuit      | Població | Data usual | De   | A    | Edicions |
| ------------------------ | ------------ | -------- | ---------- | ---- | ---- | -------- |
| GP de Bèlgica de MX1/MX2 | La Citadelle | Namur    | A l'agost  | 2004 | 2007 | 4        |
| GP de Bèlgica de MX1/MX2 | Variable     | Variable | Variable   | 2008 | 2013 | 6        |
| GP de Bèlgica de MXGP    | Lommel       | Lommel   | A l'agost  | 2014 | 2019 | 6        |

Notes
1. ↑  El GP de Bèlgica s'anomenà Gran Premi de Limburg els anys 2009 i 2011. Del 2008 al 2011, es disputà invariablement a Lommel, passant a Bastogne els anys 2012 i 2013 per, tot seguit, retornar a Lommel.

## Palmarès

### Motocròs de Namur
| Edició | Any  | Lloc  | Guanyador     |
| ------ | ---- | ----- | ------------- |
| 1      | 1947 | Namur | Victor Leloup |
| 2      | 1948 | Namur | ?             |

### GP de Bèlgica de 500cc
Font:
| Edició  | Any  | Lloc              | Data              | Guanyador         | Guanyador         | Segon              | Segon             | Tercer             | Tercer            |
| ------- | ---- | ----------------- | ----------------- | ----------------- | ----------------- | ------------------ | ----------------- | ------------------ | ----------------- |
| I       | 1949 | Namur             | ?                 | Marcel Meunier    | Triumph           | Nic Jansen         | Saroléa           | Auguste Mingels    | FN                |
| II      | 1950 | Namur             | ?                 | Victor Leloup     | FN                | Nic Jansen         | Saroléa           | Marcel Meunier     | Saroléa           |
|         | 1951 | No es va celebrar | No es va celebrar | No es va celebrar | No es va celebrar | No es va celebrar  | No es va celebrar | No es va celebrar  | No es va celebrar |
| III     | 1952 | Namur             | 2-3 d'agost       | Victor Leloup     | FN                | Auguste Mingels    | Matchless         | Nic Jansen         | Saroléa           |
| IV      | 1953 | Namur             | 1-2 d'agost       | René Baeten       | Saroléa           | Nic Jansen         | Saroléa           | Victor Leloup      | FN                |
| V       | 1954 | Namur             | 7-8 d'agost       | René Baeten       | Saroléa           | Jeff Smith         | BSA               | Victor Leloup      | FN                |
| VI      | 1955 | Namur             | 6-7 d'agost       | John Draper       | BSA               | Victor Leloup      | FN                | Jean Somja         | FN                |
| VII     | 1956 | Mol               | 4-5 d'agost       | Leslie Archer     | Norton            | Sten Lundin        | BSA               | Geoff Ward         | BSA               |
| VIII    | 1957 | Namur             | 3-4 d'agost       | Sten Lundin       | Monark            | René Baeten        | FN                | Bill Nilsson       | AJS               |
| IX      | 1958 | Namur             | 2-3 d'agost       | René Baeten       | FN                | Sten Lundin        | Monark            | Bill Nilsson       | Crescent-BSA      |
| X       | 1959 | Jupille           | 1-2 d'agost       | Bill Nilsson      | Crescent-AJS      | Sten Lundin        | Monark            | Dave Curtis        | Matchless         |
| XI      | 1960 | Namur             | 6-7 d'agost       | Bill Nilsson      | Husqvarna         | Sten Lundin        | Monark            | Gunnar Johansson   | Monark            |
| XII     | 1961 | Namur             | 5-6 d'agost       | Sten Lundin       | Lito              | Gunnar Johansson   | Lito              | Jeff Smith         | BSA               |
| XIII    | 1962 | Namur             | 4-5 d'agost       | John Burton       | BSA               | Rolf Tibblin       | Husqvarna         | Gunnar Johansson   | Lito              |
| XIV     | 1963 | Namur             | 3-4 d'agost       | Rolf Tibblin      | Husqvarna         | Sten Lundin        | Lito              | Jeff Smith         | BSA               |
| XV      | 1964 | Namur             | 1-2 d'agost       | Jeff Smith        | BSA               | John Burton        | Velocette         | Sten Lundin        | Lito              |
| XVI     | 1965 | Namur             | 1-2 d'agost       | Jeff Smith        | BSA               | René Baeten        | ČZ                | Sylvain Geboers    | AJS               |
| XVII    | 1966 | Namur             | 6-7 d'agost       | Arthur Lampkin    | BSA               | Roger De Coster    | ČZ                | Vic Eastwood       | BSA               |
| XVIII   | 1967 | Namur             | 5-6 d'agost       | Paul Friedrichs   | ČZ                | Roger De Coster    | ČZ                | Jeff Smith         | BSA               |
| XIX     | 1968 | Namur             | 3-4 d'agost       | Bengt Åberg       | Husqvarna         | John Banks         | BSA               | Paul Friedrichs    | ČZ                |
| XX      | 1969 | Namur             | 2-3 d'agost       | Roger De Coster   | ČZ                | John Banks         | BSA               | Adolf Weil         | Maico             |
| XXI     | 1970 | Namur             | 1-2 d'agost       | Roger De Coster   | ČZ                | Åke Jonsson        | Maico             | Adolf Weil         | Maico             |
| XXII    | 1971 | Namur             | 31 j-1 d'agost    | Roger De Coster   | Suzuki            | Åke Jonsson        | Maico             | Bengt Åberg        | Husqvarna         |
| XXIII   | 1972 | Namur             | 5-6 d'agost       | Roger De Coster   | Suzuki            | Åke Jonsson        | Maico             | Adolf Weil         | Maico             |
| XXIV    | 1973 | Namur             | 4-5 d'agost       | Willy Bauer       | Maico             | Roger De Coster    | Suzuki            | Jaak van Velthoven | Yamaha            |
| XXV     | 1974 | Namur             | 3-4 d'agost       | Roger De Coster   | Suzuki            | Heikki Mikkola     | Husqvarna         | Arne Kring         | Husqvarna         |
| XXVI    | 1975 | Namur             | 2-3 d'agost       | Roger De Coster   | Suzuki            | Jaak van Velthoven | Yamaha            | Heikki Mikkola     | Husqvarna         |
| XXVII   | 1976 | Namur             | 31 j-1 d'agost    | Roger De Coster   | Suzuki            | Brad Lackey        | Husqvarna         | Jaak van Velthoven | KTM               |
| XXVIII  | 1977 | Namur             | 6-7 d'agost       | Heikki Mikkola    | Yamaha            | Brad Lackey        | Honda             | Graham Noyce       | Maico             |
| XXIX    | 1978 | Namur             | 5-6 juliol        | Heikki Mikkola    | Yamaha            | Brad Lackey        | Honda             | Bengt Åberg        | Husqvarna         |
| XXX     | 1979 | Namur             | 4-5 d'agost       | André Malherbe    | Honda             | Roger De Coster    | Suzuki            | Gerard Rond        | Yamaha            |
| XXXI    | 1980 | Namur             | 2-3 d'agost       | André Malherbe    | Honda             | Brad Lackey        | Kawasaki          | Håkan Carlqvist    | Yamaha            |
| XXXII   | 1981 | Namur             | 1-2 d'agost       | Håkan Carlqvist   | Yamaha            | Håkan Carlqvist    | Yamaha            | André Vromans      | Yamaha            |
| XXXIII  | 1982 | Namur             | 31 j-1 d'agost    | André Vromans     | Suzuki            | Graham Noyce       | Honda             | Brad Lackey        | Suzuki            |
| XXXIV   | 1983 | Namur             | 6-7 d'agost       | Håkan Carlqvist   | Yamaha            | Harry Everts       | Suzuki            | André Malherbe     | Honda             |
| XXXV    | 1984 | Marche            | 4-5 d'agost       | Dave Thorpe       | Honda             | André Malherbe     | Honda             | Georges Jobé       | Kawasaki          |
| XXXVI   | 1985 | Namur             | 3-4 d'agost       | Dave Thorpe       | Honda             | André Malherbe     | Honda             | Danny Chandler     | KTM               |
| XXXVII  | 1986 | Namur             | 2-3 d'agost       | Georges Jobé      | Kawasaki          | Eric Geboers       | Kawasaki          | André Malherbe     | Honda             |
| XXXVIII | 1987 | Namur             | 1-2 d'agost       | Heinz Kinigadner  | KTM               | Kurt Nicoll        | Kawasaki          | Kees van der Ven   | KTM               |
| XXXIX   | 1988 | Namur             | 6-7 d'agost       | Håkan Carlqvist   | Kawasaki          | Mark Banks         | Honda             | Kurt Nicoll        | Kawasaki          |
| XL      | 1989 | Namur             | 5-6 d'agost       | Dave Thorpe       | Honda             | Jeff Leisk         | Honda             | Eric Geboers       | Honda             |
| XLI     | 1990 | Namur             | 4-5 d'agost       | Eric Geboers      | Honda             | Kurt Nicoll        | KTM               | Kees van der Ven   | KTM               |
| XLII    | 1991 | Namur             | 3-4 d'agost       | Jacky Martens     | KTM               | Georges Jobé       | Honda             | Paul Malin         | Kawasaki          |
| XLIII   | 1992 | Namur             | 1-2 d'agost       | Kurt Nicoll       | KTM               | Marcus Hansson     | Kawasaki          | Georges Jobé       | Honda             |
| XLIV    | 1993 | Namur             | 31 j-1 d'agost    | Jacky Martens     | Husqvarna         | Jorgen Nilsson     | Honda             | Marcus Hansson     | Honda             |
| XLV     | 1994 | Namur             | 6-7 d'agost       | Marcus Hansson    | Honda             | Dirk Geukens       | Honda             | Joël Smets         | Vertemati         |
| XLVI    | 1995 | Namur             | 5-6 d'agost       | Johan Boonen      | Husqvarna         | Darryl King        | Kawasaki          | Joël Smets         | Husaberg          |
| XLVII   | 1996 | Namur             | 3-4 d'agost       | Shayne King       | KTM               | Jacky Martens      | Husqvarna         | Peter Johansson    | Husqvarna         |
|         |      |                   |                   |                   |                   |                    |                   |                    |                   |
| XLVIII  | 1997 | Lommel            | 22-23 de març     | Avo Leok          | Kawasaki          | Gert van Doorn     | Honda             | Johan Boonen       | KTM               |
| XLIX    | 1997 | Namur             | 2-3 d'agost       | Darryl King       | Husqvarna         | Joël Smets         | Husaberg          | Andrea Bartolini   | Yamaha            |
|         |      |                   |                   |                   |                   |                    |                   |                    |                   |
| L       | 1998 | Namur             | 1-2 d'agost       | Stefan Everts     | Honda             | Peter Johansson    | Yamaha            | Joël Smets         | Husaberg          |
| LI      | 1999 | Namur             | 31 j-1 d'agost    | Peter Johansson   | KTM               | Peter Johansson    | KTM               | Javier García Vico | Yamaha            |
|         |      |                   |                   |                   |                   |                    |                   |                    |                   |
| LII     | 2000 | Kester            | 1-2 de juliol     | Joël Smets        | KTM               | Marnicq Bervoets   | Yamaha            | Andrea Bartolini   | Yamaha            |
| LIII    | 2000 | Grobbendonk       | 29-30 de juliol   | Joël Smets        | KTM               | Peter Johansson    | KTM               | Jonas Edberg       | Honda             |
| LIV     | 2000 | Namur             | 5-6 d'agost       | Joël Smets        | KTM               | Peter Johansson    | KTM               | Andrea Bartolini   | Yamaha            |
|         |      |                   |                   |                   |                   |                    |                   |                    |                   |
| LV      | 2001 | Genk              | 28-29 d'abril     | Stefan Everts     | Yamaha            | Joël Smets         | KTM               | Marnicq Bervoets   | Yamaha            |
| LVI     | 2001 | Namur             | 4-5 d'agost       | Stefan Everts     | Yamaha            | Marnicq Bervoets   | Yamaha            | Joël Smets         | KTM               |
|         |      |                   |                   |                   |                   |                    |                   |                    |                   |
| LVII    | 2002 | Genk              | 3-4 d'agost       | Joël Smets        | KTM               | Stefan Everts      | Yamaha            | Javier García Vico | KTM               |
| LVIIII  | 2003 | Namur             | 19-20 de juliol   | Cédric Melotte    | Honda             | Javier García Vico | KTM               | Joël Smets         | KTM               |

Notes
1. ↑  Del 1957 al 1958, el GP de Bèlgica de 500cc ho fou alhora de 250cc i puntuà per a la Copa d'Europa de la cilindrada. Aquesta taula reflecteix només els resultats de la categoria de 500cc/650cc.
2. ↑  Del 2000 al 2003, el GP de Bèlgica ho fou alhora de 125, 250 i 500cc, tot i que aquest darrer any els 250cc es conegueren com a Motocross GP i els 500cc com a 650cc. Aquesta taula reflecteix només els resultats de la categoria de 500cc/650cc.
3. ↑  El 2003, els 500cc es conegueren com a 650cc.

## Estadístiques
S'han considerat tots els resultats compresos entre el 1949 i el 2003.

### Guanyadors múltiples
| Pilot           | Victòries |
| --------------- | --------- |
| Roger De Coster | 7         |
| Joël Smets      | 4         |
| René Baeten     | 3         |
| Stefan Everts   | 3         |
| Håkan Carlqvist | 3         |
| Dave Thorpe     | 3         |
| Victor Leloup   | 2         |
| Bill Nilsson    | 2         |
| Sten Lundin     | 2         |
| Jeff Smith      | 2         |
| Heikki Mikkola  | 2         |
| André Malherbe  | 2         |
| Jacky Martens   | 2         |

### Victòries per país
| País         | Victòries |
| ------------ | --------- |
| Bèlgica      | 29        |
| Suècia       | 11        |
| Regne Unit   | 10        |
| Finlàndia    | 2         |
| Nova Zelanda | 2         |
| RDA          | 1         |
| RFA          | 1         |
| Àustria      | 1         |
| Estònia      | 1         |
| Total        | 58        |

### Victòries per marca
| Marca        | Victòries |
| ------------ | --------- |
| Honda        | 9         |
| KTM          | 9         |
| Husqvarna    | 6         |
| Suzuki       | 6         |
| Yamaha       | 6         |
| BSA          | 5         |
| FN           | 3         |
| ČZ           | 3         |
| Kawasaki     | 3         |
| Saroléa      | 2         |
| Lito         | 1         |
| Monark       | 1         |
| Crescent-AJS | 1         |
| Norton       | 1         |
| Triumph      | 1         |
| Maico        | 1         |
| Total        | 58        |